# Amelanchier
Amelanchier Medik. è un genere di piante angiosperme della famiglia delle Rosacee di origine nordamericana.
Sul territorio italiano è spontanea solo Amelanchier ovalis Medik. Nell'Italia settentrionale si trova talvolta come specie naturalizzata anche Amelanchier canadensis (L.) Medik.

## Descrizione
Le varie specie di Amelanchier crescono da 0,2 m fino a 20 m di altezza. Alcune sono piccoli alberi, alcune sono arbusti a forma di ciuffo ed altre ancora formano ampie, basse,  macchie arbustive.
La corteccia è solitamente di color grigio anche se di rado la si trova color marrone, di apparenza liscia ha fessurazione quando più anziana.
Le foglie sono decidue, cauline, alterne, semplici, da lanceolate a ellittiche a orbiculate, misurano circa 0,5-10 x 0,5-5,5 cm,  con superficie superiore liscia. Le infiorescenze sono terminali, con 1-20 fiori, eretti o cadenti, sia in gruppi di 1-4 fiori, o in racemi con 4-20 fiori.
I fiori sono formati da cinque petali di colore bianco (raramente un po' rosa, giallo, o striato di rosso),  lunghi 2,6–25 mm. I fiori appaiono in primavera.
Il frutto è una bacca simile al mirtillo, si colora dal rosso al viola al quasi nero a completa maturazione, ha un diametro di 5–15 mm.
Le bacche dal gusto deliziosamente dolce che ricorda l'uva spina sono commestibili e ricche di vitamine.
I fiori degli Amelanchier sono ottimi come melliferi e bottinati dalle api, ma sono rare queste piante e non si riesce a produrre del miele.

## Tassonomia
Il genere comprende le seguenti specie:
- Amelanchier alnifolia (Nutt.) Nutt. ex M.Roem.
- Amelanchier amabilis Wiegand
- Amelanchier arborea (F.Michx.) Fernald
- Amelanchier asiatica (Siebold & Zucc.) Endl. ex Walp.
- Amelanchier bartramiana (Tausch) M.Roem.
- Amelanchier canadensis (L.) Medik.
- Amelanchier cretica (Willd.) DC.
- Amelanchier cusickii Fernald
- Amelanchier fernaldii Wiegand
- Amelanchier gaspensis (Wiegand) Fernald & Weatherby
- Amelanchier humilis Wiegand
- Amelanchier interior E.L.Nielsen
- Amelanchier intermedia Spach
- Amelanchier laevis Wiegand
- Amelanchier × lamarckii F.G.Schroed.
- Amelanchier nantucketensis E.P.Bicknell
- Amelanchier × neglecta Eggl. ex K.R.Cushman, M.B.Burgess, E.T.Doucette & C.S.Campb.
- Amelanchier obovalis (Michx.) Ashe
- Amelanchier ovalis Medik.
- Amelanchier pallida Greene
- Amelanchier parviflora Boiss.
- Amelanchier × quinti-martii Louis-Marie
- Amelanchier sanguinea (Pursh) DC.
- Amelanchier sinica (C.K.Schneid.) Chun
- Amelanchier stolonifera Wiegand
- Amelanchier turkestanica Litv.
- Amelanchier utahensis Koehne